# HBsAg
HBsAg (englisch HBV surface antigen ‚HBV-Oberflächenantigen‘) ist ein Oberflächenprotein in der Virushülle des Hepatitis-B-Virus (HBV). Das HBsAg ist zudem der wirksame Bestandteil in den zugelassenen Hepatitis-B-Impfstoffen.

## Eigenschaften

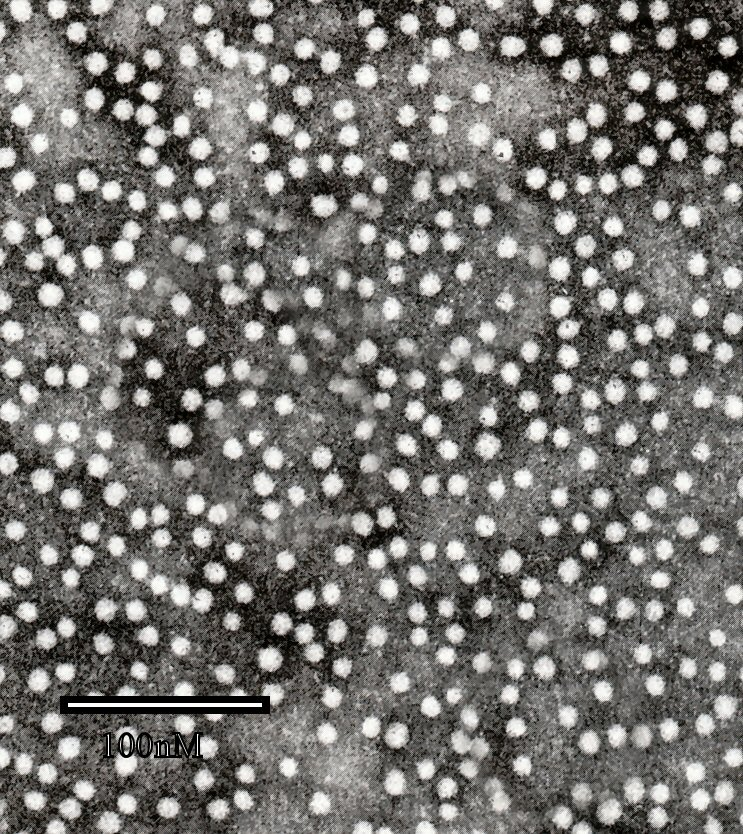
Virusartige Partikel des HBsAg

Das HBsAg ist ein Transmembranprotein mit fünf Membrandurchgängen und drei Disulfidbrücken auf der Membranaußenseite. Gleichzeitig ist es ein Antigen, gegen das während einer Infektion oder nach einer Impfung neutralisierende Antikörper gebildet werden. Es dient dem HBV zum Andocken an Glykosaminoglykane als Rezeptor und dann zur Bindung an NTCP (Na+-taurocholate cotransporting polypeptide) auf einer Wirtszelle. Anschließend dient HBsAg als fusogenes Protein zur Freisetzung des HBV ins Zytosol. HBsAg wurde ursprünglich von Baruch Blumberg als Australia-Antigen bezeichnet, da es im Blut eines australischen Aborigines gefunden wurde. HBsAg bildet spontan Virosomen von 20 nm Durchmesser aus, die bei Infizierten eine Konzentration von bis zu 1012 Partikel pro Milliliter Blut erreichen.
Das Auftreten von Anti-HBs-Antikörpern (Serokonversion) gegen HBsAg kennzeichnet den Übergang zur nicht-infektiösen Erkrankung. Weiterhin wird im Zuge der virologischen Diagnostik eine erfolgte Infektion mit HBV durch Bestimmung des Serum-HBsAg oder per Antigen-ELISA nachgewiesen. In der Histotechnik kann HBsAg durch die Orcein-Färbung nach Shikata angefärbt werden. Etwa vierzehn Tage nach einer Impfung mit HBsAg können Antikörper dagegen nachgewiesen werden.
Einer der ersten Impfstoffe gegen HBV (Heptavax) wurde aus dem Blutplasma von HBV-Infizierten gereinigt, aufgrund des Kontaminationsrisikos durch andere Pathogene wurde später auf rekombinantes HBsAg aus der Bäckerhefe umgestellt.
Das Hepatitis-D-Virus benötigt HBsAg, um pathogen zu werden.